# 2287 Kalmykia
A 2287 Kalmykia (ideiglenes jelöléssel 1977 QK3) a Naprendszer kisbolygóövében található aszteroida. Nyikolaj Sztyepanovics Csernih fedezte fel 1977. augusztus 22-én.